# Gerald Berkel
Gerald Berkel (ur. 21 września 1969 na Sint Eustatius) – gubernator Sint-Eustatius od 1 kwietnia 2010 roku do 1 kwietnia 2016. Ma pięcioro rodzeństwa, urodził się jako trzeci. Po zakończeniu podstawowego etapu edukacji przeprowadził się na Arubę, gdzie dokończył naukę. Uzyskał licencjat z inżynierii komputerowej na Florida Institute of Technology w Melbourne. Po powrocie do domu pracował w firmie telekomunikacyjnej Eutel. W 2004 został jej dyrektorem i sprawował tę funkcję do momentu, gdy został gubernatorem. W 2006 ożenił się ze swoją ukochaną z czasów dzieciństwa. Ma dwoje dzieci.